# Leonhard Dientzenhofer
Leonhard Dientzenhofer (auch: Johann Leonhard Dientzenhofer; * 20. Februar 1660 in St. Margarethen bei Brannenburg, Kurfürstentum Bayern; † 26. November 1707 in Bamberg) war ein deutscher Baumeister und Architekt aus der Künstlerfamilie Dientzenhofer.

## Herkunft und Familie
Laut Taufurkunde hieß er Leonhard und legte sich später den weiteren Vornamen Johann zu. Das führte dazu, dass sein jüngerer Bruder Johann mit ihm verwechselt wurde und dessen Werke teilweise bis heute Leonhard zugeschrieben werden.
Leonhard wurde als siebtes Kind der Eheleute Georg Dientzenhofer und Anna, geb. Thanner, geboren. Über seine Schulbildung und Handwerkslehre ist wenig bekannt. Jedenfalls war er noch nicht erwachsen, als er 1678 in Prag bei der Hochzeit seiner älteren Schwester Anna mit Wolfgang Leuthner, einem Verwandten des Baumeisters Abraham Leuthner, anwesend war. Es wird angenommen, dass er sich im theoretischen Bereich durch das Studium von Architekturwerken Abraham Leuthners, in dessen Baugesellschaft er tätig war, weiterbildete. Seine vier Brüder (Georg, Wolfgang, Christoph und Johann) waren ebenfalls bekannte Baumeister.
Am 30. Januar 1685 heiratete er in Waldsassen Maria Anna Hager, eine Schwester der Ehefrau seines Bruders Georg, mit der er drei Söhne und vier Töchter hatte. Einige Wochen nach deren Tod vermählte er sich am 6. Juli 1699 in Bamberg mit Anna Margaretha Sünder aus Staffelstein. Dieser Ehe entstammen zwei Töchter.
1688 erwarb er in Bamberg ein Grundstück in der Langen Straße 18 und errichtete darauf ein Wohnhaus für sich und seine Familie.

## Beruf und Erfolg
Ab 1685 ist Leonhards Leben und Tätigkeit in vielen Urkunden und Bauplänen belegt. In diesem Jahr  arbeitete er als Polier beim Klosterbau in Waldsassen, dessen Bauleitung sein Bruder Georg hatte. Ein Jahr später war er als Maurermeister in Amberg tätig und gleichzeitig Baumeister der neuen Anlage des Prämonstratenserstiftes Speinshart, die von seinem Bruder Johann geplant worden war. Seine ersten bekannten eigenen Pläne sind die für die Wallfahrtskirche Trautmannshofen, die Kurfürst Ferdinand Maria aus Dankbarkeit für die Wiederherstellung des katholischen Glaubens in der Oberpfalz und für die Beendigung des Dreißigjährigen Krieges errichten ließ.
Seit 1687 war er in Bamberg, wo er unter Fürstbischof Lothar Franz von Schönborn Hofbaumeister wurde und bis zu seinem frühen Tod zwanzig Jahre als Architekt, Baumeister und Bauleiter tätig war. Mit Genehmigung des Fürstbischofs wurde er am 5. Mai 1699 zum Ratsherrn der Stadt Bamberg gewählt. Kurz darauf wurde er Assessor beim Stadtgericht und erhielt das Pflegschaftsamt einer Stiftung.
Zudem ernannte ihn 1696 der Bayreuther Markgraf Christian Ernst – als Nachfolger des verstorbenen Baumeisters Charles Philippe Dieussart – zu seinem Hof- und Landbaumeister.
Zu seinen Vorbildern gehörten neben Abraham Leuthner auch Jean Baptiste Mathey, Carlo Lurago und Giovanni Domenico Orsi de Orsini, deren Baustil er nach Franken und in die Oberpfalz übertragen hatte.

## Werke

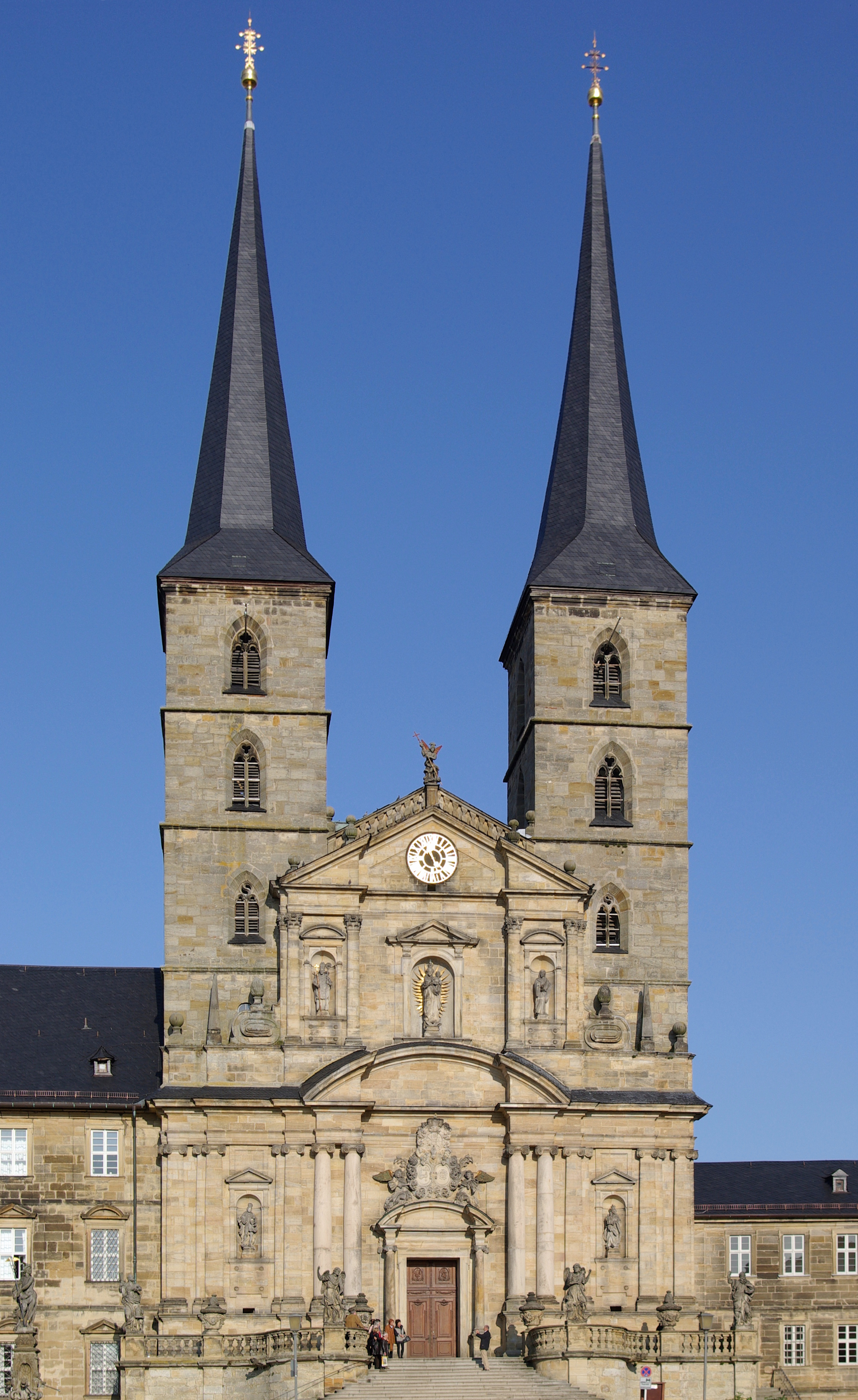
Frontansicht der Klosterkirche St. Michael in Bamberg

Zu Leonhard Dientzenhofers eigenen bedeutenden Bauten gehören u. a.:
- Bamberg
  - St. Martin, ehemalige Jesuitenkirche zum Namen Jesu (1696–1693)
  - Kloster Michelsberg: Klosterbauten und Fassade der Kirche auf dem Michelsberg (1696–1702)
  - Umbau des Karmeliterklosters und der -kirche (1692–1707)
  - Neue Residenz: Neubau der Oberen Hofhaltung (1697–1702)
  - Domstraße 8,  Curia Sancti Lamperti
  - Lange Straße 18, Wohnhaus von Leonhard Dientzenhofer
- Gaibach
  - Umbau des Schlosses (1694–1704)
  - Heilig-Kreuz-Kapelle (1697–1700)
- Hollfeld: Salvatorkirche (1704)
- Kulmbach: Langheimer Amtshof (1691)
- Kloster Banz: Klostergebäude einschließlich Hauptstiege (1695–1704)
- Kloster Ebrach: Klosterbauten (ab 1686)
- Kloster Langheim: Gesamtplan (ab 1690)
- Kloster Schöntal im Jagsttal: Klostergebäude und Kirche (1694–1707)
- Katholische Pfarrkirche Mariä Himmelfahrt in Memmelsdorf, Plan Langhaus (1707)
- Schloss Greifenstein: Umbau und Barockisierung (1691–1693)
- Tambach: Schloss Tambach (1694–1700)
- Trautmannshofen: Pläne für die Wallfahrtskirche Mariä Namen (Bauleitung Georg Dientzenhofer, nach seinem Tod Wolfgang Dientzenhofer) (1686)
- Wiesentheid: Pfarrhaus vor dem Schloss (um 1705)